# Österreichische Fußball-Frauenmeisterschaft 2008/09
Die österreichische Fußball-Frauenmeisterschaft wurde 2008/09 zum 37. Mal nach der 35-jährigen Pause zwischen 1938 und 1972 ausgetragen. Die höchste Spielklasse ist die ÖFB-Frauenliga und wurde zum 4. Mal durchgeführt. Die zweithöchste Spielklasse (2. Liga), in dieser Saison die 30. Auflage, wurde in drei regionale Ligen unterteilt, wobei die 2. Liga Mitte, die 2. Liga Ost und die 2. Liga Süd, die jeweils zum 3. Mal ausgetragen wurden. Die Saison dauerte von Mitte August bis Mitte Juni.
Österreichischer Fußballmeister wurde zum 6. Mal in Folge SV Neulengbach, die Meister der zweithöchsten Klassen wurden Union Kleinmünchen (Mitte), SKV Altenmarkt (Ost) und FC Stattegg (Süd). Meister der höchsten Leistungsklasse wurde überlegen der SV Neulengbach, die Meister der zweithöchsten Klassen wurden USK Hof (Mitte), SV Groß-Schweinbarth (Ost) und ASV St. Margarethen/Lavanttal (Süd) und FC Koblach (West). In den Relegationsspielen konnten sich USK Hof sowie der SK Sturm Graz (Frauenfußball)#Vorgeschichte|FC Stattegg durchsetzen und waren somit berechtigt in der Saison 2009/10 in der ÖFB-Frauenliga zu spielen.

## Erste Leistungsstufe – ÖFB-Frauenliga
Die ÖFB-Frauenliga begann am 15. August 2008 und endete am 7. Juni 2009 mit der insgesamt 19. Runde.

### Modus
Die Saison teilte sich in zwei Abschnitte, die unterschiedliche Modi aufwiesen. In der Herbstsaison spielte zunächst jeder gegen jeden einmal in einem normalen Durchgang. Dann wurde diese Gesamttabelle in zwei Fünfertabellen aufgeteilt. Die fünf erstplatzierten Vereine spielten danach im Oberen Play-off gegen jeden zweimal in zehn Runden um den Meistertitel. Der Erstplatzierte des Oberen Play-off war als Meister berechtigt am UEFA Women’s Champions League teilzunehmen. Die Teams der Plätze sechs bis zehn spielten im Unteren Play-off gegen jeden zweimal in zehn Runden gegen den Abstieg. Während der Letztplatzierte als fixer Absteiger war, musste der sich Tabellenneunte in zwei Relegationsspielen gegen den Meister aus der 2. Liga Mitte antreten.
Zusätzlich bekam jeder Verein nach dem Grunddurchgang im Herbst für die Frühjahrssaison eine bestimmte Anzahl an Punkten, die sich nach der Platzierung richteten. So erhielt der 1. und der 6. Platzierte fünf Punkte, der 2. und 7. Platzierte vier Zähler, der 3. und 8. Platzierte drei Punkte, der 4. und 9. Platzierte zwei Zähler sowie der 5. und 10. Platzierte einen Punkt.
Der Erstplatzierte vom Oberen Play-off wird als Meister dieser Saison gehandelt und war berechtigt am UEFA Women’s Champions League teilzunehmen. Der Letztplatzierte vom Unteren Play-off musste direkt in die jeweilige 2. Liga absteigen, während sich der 4. platzierte Verein in zwei Relegationsspielen gegen den Meister der 2. Liga Süd vor dem Abstieg retten konnte.

### Saisonverlauf
Auftaktspiel war die Begegnung zwischen dem FC St. Veit/Glan und SG Ardagger/Neustadtl. Meister wurde überlegen der SV Neulengbach, der alle 17 Spiele gewann sowie insgesamt nur elf Tore kassierte und sich damit für den UEFA Women’s Champions League qualifizierte. Den Gang in die zweite Liga musste der ASV St. Margarethen/Lavanttal antreten, der in der Saison nur zu einem einzigen Unentschieden kam und nur fünf Tore erzielte. Der USK Hof rettete sich in den Relegationsspielen vor dem Abstieg.

### Tabellen
Tabelle nach dem Grunddurchgang (Herbsttabelle)
| Pl.                                                                  | Verein                             | Sp. | S | U | N | Tore    | Diff. | Punkte |
| -------------------------------------------------------------------- | ---------------------------------- | --- | - | - | - | ------- | ----- | ------ |
| 1.                                                                   | SV Neulengbach (M, C)              | 9   | 9 | 0 | 0 | 045:500 | +40   | 27     |
| 2.                                                                   | USC Landhaus                       | 9   | 7 | 1 | 1 | 033:110 | +22   | 22     |
| 3.                                                                   | LUV Graz                           | 9   | 6 | 1 | 2 | 023:160 | +7    | 19     |
| 4.                                                                   | FC Wacker Innsbruck                | 9   | 5 | 0 | 4 | 027:150 | +12   | 15     |
| 5.                                                                   | FC St. Veit/Glan                   | 9   | 4 | 0 | 5 | 020:140 | +6    | 12     |
| 6.                                                                   | FC Südburgenland                   | 9   | 4 | 0 | 5 | 020:210 | −1    | 12     |
| 7.                                                                   | SG Ardagger/Neustadtl              | 9   | 4 | 0 | 5 | 012:190 | −7    | 12     |
| 8.                                                                   | ASK Erlaa                          | 9   | 3 | 1 | 5 | 013:250 | −12   | 10     |
| 9.                                                                   | USK Hof (RG)                       | 9   | 0 | 2 | 7 | 011:360 | −25   | 02     |
| 10.                                                                  | ASV St. Margarethen/Lavanttal (RG) | 9   | 0 | 1 | 8 | 004:460 | −42   | 01     |
| Stand: Endstand nach dem Grunddurchgang. Quelle: Union Kleinmünchen. |                                    |     |   |   |   |         |       |        |

| (M)  | Österreichischer Fußball-Frauenmeister 2007/08 |
| (C)  | ÖFB-Ladies-Cup-Sieger 2007/08                  |
| (RG) | Gewinner der Relegation der Saison 2007/08     |

Oberes Play-off (Abschlusstabelle)
Das Obere Play-off endete mit folgendem Ergebnis:
| Pl.                            | Verein                | Sp. | S | U | N | Tore    | Diff. | Punkte | Bonus | Gesamt |
| ------------------------------ | --------------------- | --- | - | - | - | ------- | ----- | ------ | ----- | ------ |
| 1.                             | SV Neulengbach (M, C) | 8   | 8 | 0 | 0 | 029:600 | +23   | 24     | 5     | 29     |
| 2.                             | FC Wacker Innsbruck   | 8   | 5 | 0 | 3 | 024:160 | +8    | 15     | 2     | 17     |
| 3.                             | USC Landhaus          | 8   | 4 | 0 | 4 | 018:250 | −7    | 12     | 4     | 16     |
| 4.                             | FC St. Veit/Glan      | 8   | 3 | 0 | 5 | 016:170 | −1    | 09     | 1     | 10     |
| 5.                             | LUV Graz              | 8   | 0 | 0 | 8 | 008:310 | −23   | 0      | 3     | 3      |
| Stand: Endstand. Quelle: NOeFV |                       |     |   |   |   |         |       |        |       |        |

| (M) | Österreichischer Fußball-Frauenmeister 2007/08 |
| (C) | ÖFB-Ladies-Cup-Sieger 2007/08                  |

Unteres Play-off (Abschlusstabelle)
Das Untere Play-off endete mit folgendem Ergebnis:
| Pl.                            | Verein                             | Sp. | S | U | N | Tore    | Diff. | Punkte | Bonus | Gesamt |
| ------------------------------ | ---------------------------------- | --- | - | - | - | ------- | ----- | ------ | ----- | ------ |
| 1.                             | SG Ardagger/Neustadtl              | 8   | 6 | 1 | 1 | 022:900 | +13   | 19     | 4     | 23     |
| 2.                             | FC Südburgenland                   | 8   | 5 | 2 | 1 | 026:100 | +16   | 17     | 5     | 22     |
| 3.                             | ASK Erlaa                          | 8   | 3 | 3 | 2 | 018:140 | +4    | 12     | 3     | 15     |
| 4.                             | USK Hof (RG)                       | 8   | 2 | 2 | 4 | 018:130 | +5    | 08     | 2     | 10     |
| 5.                             | ASV St. Margarethen/Lavanttal (RG) | 8   | 0 | 0 | 8 | 001:380 | −37   | 0      | 1     | 1      |
| Stand: Endstand. Quelle: NOeFV |                                    |     |   |   |   |         |       |        |       |        |

| (RG) | Gewinner der Relegation der Saison 2007/08 |

Qualifiziert über die Relegation
- 2. Liga Mitte – ÖFB-Frauenliga: USK Hof (Relegation zur ÖFB-Frauenliga)
- 2. Liga Süd – 2. Liga Ost: FC Stattegg (Relegation zur ÖFB-Frauenliga)

### Torschützenliste
Die Torschützenkrone in der Frauenliga holte sich Rosana dos Santos Augusto von Neulengbach mit 26 Treffern. Auf dem zweiten Rang platzierten sich mit 19 Tore Katrin Walzl vom USC Landhaus
| Pl. | Nat.       | Spieler            | Verein                | Tore |
| --- | ---------- | ------------------ | --------------------- | ---- |
| 01. | Osterreich | Nina Burger        | SV Neulengbach        | 23   |
| 02. | Osterreich | Katharina Strauchs | SG Ardagger/Neustadtl | 15   |
| 03. | Osterreich | Doris Adamovics    | FC Wacker Innsbruck   | 13   |
| 04. | Osterreich | Tanja Legenstein   | ASK Erlaa             | 12   |
| 05. | Osterreich | Marion Gröbner     | USC Landhaus          | 11   |
| 06. | Osterreich | Verena Nagl        | FC Wacker Innsbruck   | 10   |
| 06. | Osterreich | Katrin Walzl       | USC Landhaus          |      |
| 07. | Osterreich | Jennifer Pöltl     | FC Südburgenland      | 09   |

## Zweite Leistungsstufe – 2. Liga
Die 2. Liga stellt die zweithöchste Leistungsgruppe im österreichischen Frauenfußball dar. Um die Kosten für die Vereine zu reduzieren, wird diese in drei regionalen Gruppen ausgespielt: 2. Liga Mitte, 2. Liga Ost, 2. Liga Süd und 2. Liga West.
Die zweite Leistungsstufe bestand aus vier Ligen, getrennt nach Regionen:
- 2. Liga Mitte mit den Vereinen aus Oberösterreich (OFV) und Salzburg (SFV),
- 2. Liga Ost mit den Vereinen aus Niederösterreich (NÖFV) und Wien (WFV),
- 2. Liga Süd mit den Vereine aus Burgenland (BFV), Kärnten (KFV) und Steiermark (StFV) und
- 2. Liga West mit den Vereinen aus Tirol (TFV) und Vorarlberg (VFV).

Der allgemeine Modus sieht vor, dass die Meister der Ligen in einer Relegation um den Aufstieg in die ÖFB-Frauenliga spielen konnten. Der Tabellenletzte der jeweiligen Liga stieg ab.

### 2. Liga Mitte

#### Modus
Die Liga bestand aus zehn Vereinen, die in zwei Durchgängen (Herbst und Frühjahr) insgesamt zweimal gegeneinander spielten. Nach diesen 18 Runden musste der Meister der Liga gegen den neuntplatzierten Verein der ÖFB-Frauenliga um einen direkten Aufstiegsplatz kämpfen. Die letztplatzierte Mannschaft musste hingegen in die jeweiligen Landesliga absteigen.

#### Saisonverlauf
Die 2. Liga Mitte begann am 17. August 2008 und endete am 6. Juni 2009 mit der insgesamt 18. Runde. Auftaktspiel war das Match zwischen den LASK Ladies und der Union Nebelberg. Meister wurde die Union Kleinmünchen, die sich jedoch in den Relegationsspielen nicht durchsetzen konnte. Absteigen musste der SV Spittal/Drau.

#### Abschlusstabelle
Die Meisterschaft endete mit folgendem Ergebnis:
| 1.                           | Union Kleinmünchen (RV) | 18 | 17 | 0 | 1  | 083:160 | +67 | 51 |
| 2.                           | LASK Ladies             | 18 | 14 | 1 | 3  | 089:230 | +66 | 43 |
| 3.                           | SV Garsten              | 18 | 12 | 1 | 5  | 075:390 | +36 | 37 |
| 4.                           | ASKÖ Doppl/Hart         | 18 | 11 | 1 | 6  | 042:370 | +5  | 34 |
| 5.                           | Heeres SV Wals 2LM1     | 18 | 10 | 2 | 6  | 076:360 | +40 | 32 |
| 6.                           | ASKÖ Dionysen/Oedt      | 18 | 9  | 1 | 8  | 051:540 | −3  | 28 |
| 7.                           | Union Nebelberg         | 18 | 4  | 1 | 13 | 019:700 | −51 | 13 |
| 8.                           | FC Wels Ladies (N)      | 18 | 4  | 0 | 14 | 016:530 | −37 | 12 |
| 9.                           | Union Geretsberg        | 18 | 2  | 3 | 13 | 030:860 | −56 | 09 |
| 10.                          | SV Spittal/Drau         | 18 | 1  | 2 | 15 | 020:870 | −67 | 05 |
| Stand: Endstand. Quelle: OFV |                         |    |    |   |    |         |     |    |

| (N)  | Neuaufsteiger der Saison 2007/08            |
| (RV) | Verlierer der Relegation der Saison 2007/08 |

Aufsteiger
- keine Aufsteiger, da die 2. Liga Mitte und die 2. Liga West zu der 2. Liga Mitte/West zusammengefasst werden.

#### Torschützenliste
30 Tore: Karin Schwaiger (SV Garsten)
29 Tore: Katharina Kinsky (Heeres SV Wals)
26 Tore: Iris Moser (Union Kleinmünchen)

### 2. Liga Ost

#### Modus
Die Liga bestand aus zwölf Vereinen, die in zwei Durchgängen (Herbst und Frühjahr) insgesamt zweimal gegeneinander spielten. Nach diesen 22 Runden musste der Meister der Liga gegen den Meister der 2. Liga Süd um einen direkten Aufstiegsplatz in die ÖFB-Frauenliga kämpfen. Die beiden letztplatzierten Mannschaften der Meisterschaft mussten hingegen in die jeweiligen Landesligen absteigen.

#### Saisonverlauf
Die 2. Liga Ost begann am 8. August 2008 und endete am 7. Juni 2009 mit der insgesamt 22. Runde. Auftaktspiel war das Match zwischen dem SV Neulengbach II und dem SV Ladies Furth. Meister wurde der SKV Altenmarkt, der sich jedoch in den Relegationsspielen nicht durchsetzen konnte. Absteigen mussten ESV Süd-Ost sowie UFC Atzgersdorf/Mauer.

#### Abschlusstabelle
Die Meisterschaft endete mit folgendem Ergebnis:
| Pl.                            | Verein                    | Sp. | S  | U | N  | Tore    | Diff. | Punkte |
| ------------------------------ | ------------------------- | --- | -- | - | -- | ------- | ----- | ------ |
| 1.                             | SKV Altenmarkt (N)        | 21  | 20 | 0 | 1  | 148:210 | +127  | 60     |
| 2.                             | SV Neulengbach II         | 22  | 15 | 4 | 3  | 076:220 | +54   | 49     |
| 3.                             | USC Landhaus II           | 22  | 13 | 3 | 6  | 070:380 | +32   | 42     |
| 4.                             | SV Horn                   | 22  | 11 | 4 | 7  | 061:500 | +11   | 37     |
| 5.                             | SV Groß-Schweinbarth (RV) | 22  | 11 | 4 | 7  | 060:500 | +10   | 37     |
| 6.                             | SV Ladies Furth           | 22  | 9  | 7 | 6  | 045:350 | +10   | 34     |
| 7.                             | 1. SVg Guntramsdorf       | 22  | 9  | 4 | 9  | 052:480 | +4    | 31     |
| 8.                             | SV Gloggnitz              | 22  | 7  | 8 | 7  | 055:520 | +3    | 29     |
| 9.                             | DFC Heidenreichstein      | 22  | 6  | 4 | 12 | 045:650 | −20   | 22     |
| 10.                            | SV Langenrohr             | 21  | 5  | 2 | 14 | 041:630 | −22   | 17     |
| 11.                            | ESV Süd-Ost               | 22  | 4  | 1 | 17 | 024:118 | −94   | 13     |
| 12.                            | UFC Atzgersdorf/Mauer (N) | 22  | 0  | 1 | 21 | 010:117 | −107  | 01     |
| Stand: Endstand. Quelle: NOeFV |                           |     |    |   |    |         |       |        |

| (N)  | Neueinsteiger aus der Landesliga der Saison 2007/08 |
| (RV) | Verlierer der Relegation der Saison 2007/08         |

Aufsteiger
- Niederösterreich: ASV Spratzern
- Wien: ASV 13

#### Torschützenliste
40 Tore: Katarina Dugovicova (SKV Altenmarkt)
37 Tore: Lisa Marie Makas (SKV Altenmarkt)
21 Tore: Anita Eisinge (SV Gloggnitz), Desiree Hauer (SV Groß-Schweinbarth), Christine Schiebinger (1. SVg Guntramsdorf)

### 2. Liga Süd

#### Modus
Die Liga bestand aus sieben Vereinen, die in zwei Durchgängen (Herbst und Frühjahr) insgesamt zweimal gegeneinander spielten. Nach diesen 12 Runden musste der Meister der Liga gegen den Meister der 2. Liga Ost um einen direkten Aufstiegsplatz in die ÖFB-Frauenliga antreten. Die letztplatzierte Mannschaft musste hingegen in die jeweiligen Landesliga absteigen.

#### Saisonverlauf
Die 2. Liga Süd begann am 23. August 2008 und endete am 7. Juni 2009 mit der insgesamt 12. Runde. Auftaktspiel war die Begegnung zwischen dem JSV Mariatrost und dem SC St. Ruprecht/Raab. Meister wurde überlegen der FC Stattegg, der sich in den Relegationsspielen für den Aufstieg in die ÖFB-Frauenliga qualifizierte. Absteigen musste der SV Gössendorf.

#### Abschlusstabelle
Die Meisterschaft endete mit folgendem Ergebnis:
| Pl.                           | Verein               | Sp. | S  | U | N  | Tore    | Diff. | Punkte |
| ----------------------------- | -------------------- | --- | -- | - | -- | ------- | ----- | ------ |
| 1.                            | FC Stattegg 2LS1     | 12  | 12 | 0 | 0  | 062:200 | +60   | 36     |
| 2.                            | FC Südburgenland II  | 12  | 9  | 0 | 3  | 043:160 | +27   | 27     |
| 3.                            | SC St. Ruprecht/Raab | 12  | 7  | 1 | 4  | 035:140 | +21   | 22     |
| 4.                            | 1. DFC Leoben (A)    | 12  | 6  | 1 | 5  | 046:200 | +26   | 19     |
| 5.                            | JSV Mariatrost (N)   | 12  | 5  | 0 | 7  | 024:350 | −11   | 15     |
| 6.                            | SC Unterpremstätten  | 12  | 2  | 0 | 10 | 017:450 | −28   | 06     |
| 7.                            | SV Gössendorf        | 12  | 0  | 0 | 12 | 007:102 | −95   | 0      |
| Stand: Endstand. Quelle: StFV |                      |     |    |   |    |         |       |        |

| (A) | Absteiger der Saison 2007/08                        |
| (N) | Neueinsteiger aus der Landesliga der Saison 2007/08 |

Aufsteiger
- Burgenland: FC Winden
- Kärnten: FC Feldkirchen
- Steiermark: DUSV Loipersdorf

#### Torschützenliste
13 Tore: Sabrina Kerschbaumer (1. DFC Leoben)
11 Tore: Stephanie Schachner (FC Stattegg)
10 Tore: Christina Peintinger (FC Stattegg)

### 2. Liga West
Die 2. Liga West wurde nicht durchgeführt; stattdessen wurde in Tirol und Vorarlberg eine Landesliga ausgespielt. Aufsteiger aus der Tiroler Landesliga in die neugegründete 2. Liga Mitte/West ist der FC Wacker Innsbruck II, aus Vorarlberg steigt kein Verein auf.

## Relegation

### Relegation zur ÖFB-Frauenliga
Es gab zwei Relegationsduelle um den Aufstieg in die ÖFB-Frauenliga für die Saison 2009/10, die jeweils in einem Hinspiel und einem Rückspiel, ausgetragen wurde.
Das eine Duell bestritten dem Meister der 2. Liga Mitte und dem 4. des Unteren Play-off der ÖFB Frauenliga, das waren Union Kleinmünchen und USK Hof.
| Datum                       |                          | Gesamt |              | Hinspiel  | Rückspiel |
| --------------------------- | ------------------------ | ------ | ------------ | --------- | --------- |
| 11. Juni 2009 14. Juni 2009 | Union Kleinmünchen (2LM) | 3:6    | USK Hof (FL) | 3:2 (3:2) | 0:4 (0:1) |

| Legende: (FL): ÖFB. Frauenliga, (2LM): 2. Liga Mitte |

Das andere Duell fand die Meister der 2. Liga Süd und der 2. Liga Ost, das waren FC Stattegg und SKV Altenmarkt, statt.
| Datum                       |                   | Gesamt |                      | Hinspiel  | Rückspiel |
| --------------------------- | ----------------- | ------ | -------------------- | --------- | --------- |
| 14. Juni 2009 21. Juni 2009 | FC Stattegg (2LS) | 5:2    | SKV Altenmarkt (2LO) | 4:1 (4:0) | 1:1 (0:0) |

| Legende: (2LO): 2. Liga Ost, (2LS): 2. Liga Süd |